# Pieter Thijs

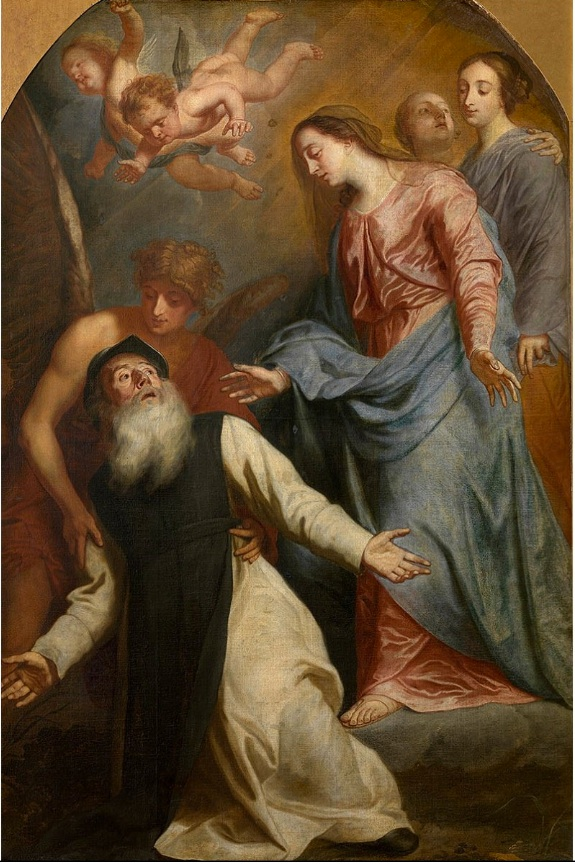
Aparició de la Verge a sant Guillermo d'Aquitània, oli sobre llenç, 248,5 x 165,5 cm, Anvers, Museu Real de Belles arts.

Pieter Thijs (1624 - Anvers, 1677) va ser un pintor barroc flamenc.
Deixeble o seguidor d'Anton van Dyck, se li documenta de 1635 a 1677 actiu a Anvers com a pintor de retrats, incloent retrats de grup, i de motius historiats, presos tant de la història sagrada com de la mitologia, a vegades en col·laboració amb altres mestres, com Jan van den Hoecke, Pieter Boel.
Inscrit en el curs 1644/1645 com a mestre en el gremi de Sant Lluc d'Anvers, del que va ser triat degà en 1661/1662, va treballar des de molt ràpid en retrats i cartrons per a tapissos per a l'arxiduc Leopold Guillem, tant com per al príncep d'Orange i les esglésies i monestirs de la regió. El seu estil, deutor de l'elegant estil final de Van Dyck, pugues haver-se de més que a una dubtosa formació en el seu taller a les exigències de la clientela per la qual va treballar i a la influència dels vandyckianos Thomas Willeboirts Bosschaert i Gonzales Coques, amb els qui podria haver completat la seva formació. El millor coneixement d'aquests mestres ha fet que a ells s'hagin atribuït algunes de les obres assignades ara a Thijs, com el Temps i la deessa de la Destinació (Potsdam, Palau de Sanssouci), exemple del contingut erotisme present en les pintures mitològiques de Thijs amb les quals va aconseguir atreure's a un sector de refinats gustos de l'enriquida burgesia d'Anvers, del que es nodrirà també la clientela dels seus retrats.